# Canotaj la Jocurile Olimpice de vară din 1984

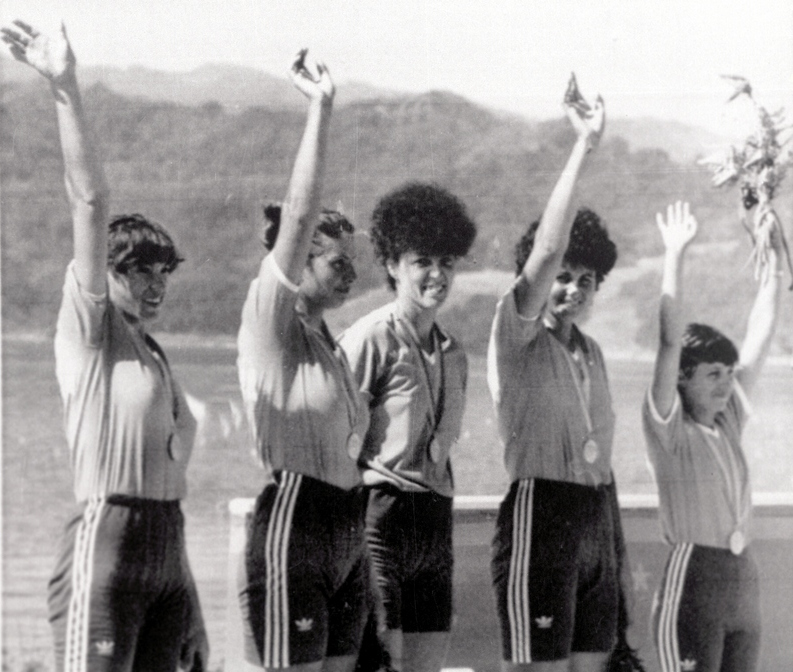
Barca României de patru vâsle cu cârmaci

Probele sportive de canotaj la Jocurile Olimpice de vară din 1984 s-au desfășurat în perioada 30 iulie – 5 august 1984 la Lake Casitas.

## Rezultate

### Masculin
| Probă                           | Aur | Argint | Bronz |
| Simplu vâsle detalii            | Pertti Karppinen · Finlanda (FIN) | Peter-Michael Kolbe · Germania de Vest (FRG) | Robert Mills · Canada (CAN) |
| Dublu vâsle detalii             | Brad Alan Lewis Paul Enquist (USA) | Pierre-Marie Deloof Dirk Crois (BEL) | Zoran Pančić Milorad Stanulov (YUG) |
| Patru vâsle detalii             | Germania de Vest (FRG) · Albert Hedderich · Raimund Hörmann · Dieter Wiedenmann · Michael Dürsch                                                      | Australia (AUS) · Paul Reedy · Gary Gullock · Timothy McLaren · Anthony Lovrich | Canada (CAN) · Doug Hamilton · Mike Hughes · Phil Monckton · Bruce Ford                                                                                        |
| Dublu rame cu cârmaci detalii   | Italia (ITA) · Carmine Abbagnale · Giuseppe Abbagnale · Giuseppe Di Capua (c)                                                                         | România (ROM) · Dimitrie Popescu · Vasile Tomoiagă · Dumitru Răducanu (c) | Statele Unite ale Americii (USA) · Kevin Still · Robert Espeseth · Doug Herland (c)                                                                            |
| Dublu rame fără cârmaci detalii | Petru Iosub Valer Toma (ROM) | Fernando Climent Luis María Lasúrtegui (ESP) | Hans Magnus Grepperud Sverre Løken (NOR) |
| Patru rame cu cârmaci detalii   | Marea Britanie (GBR) · Richard Budgett · Martin Cross · Adrian Ellison (c) · Andy Holmes · Steve Redgrave                                             | Statele Unite ale Americii (USA) · Edward Ives · Thomas Kiefer · Michael Bach · Gregory Springer · John Stillings (c)                                                                 | Noua Zeelandă (NZL) · Brett Hollister (c) · Kevin Lawton · Barrie Mabbott · Don Symon · Ross Tong                                                              |
| Patru rame fără cârmaci detalii | Noua Zeelandă (NZL) · Les O'Connell · Shane O'Brien · Conrad Robertson · Keith Trask                                                                  | Statele Unite ale Americii (USA) · David Clark · Jonathan Smith · Phillip Stekl · Alan Forney                                                                                         | Danemarca (DEN) · Michael Jessen · Lars Nielsen · Per Rasmussen · Erik Christiansen                                                                            |
| Opt rame cu cârmaci detalii     | Canada (CAN) · Blair Horn · Dean Crawford · J. Michael Evans · Paul Steele · Grant Main · Mark Evans · Kevin Neufeld · Pat Turner · Brian McMahon (c) | Statele Unite ale Americii (USA) · Chip Lubsen · Andrew Sudduth · John Terwilliger · Chris Penny · Tom Darling · Fred Borchelt · Charles Clapp · Bruce Ibbetson · Bob Jaugstetter (c) | Australia (AUS) · Craig Muller · Clyde Hefer · Samuel Patten · Tim Willoughby · Ian Edmunds · James Battersby · Ion Popa · Stephen Evans · Gavin Thredgold (c) |

### Feminin
| Probă                          | Aur | Argint | Bronz |
| Simplu vâsle detalii           | Valeria Răcilă · România (ROM) | Charlotte Geer · Statele Unite ale Americii (USA) | Ann Haesebrouck · Belgia (BEL) |
| Dublu vâsle detalii            | Mărioara Popescu Elisabeta Oleniuc (ROM) | Greet Hellemans Nicolette Hellemans (NED) | Daniele Laumann Silken Laumann (CAN) |
| Patru vâsle cu cârmaci detalii | România (ROM) · Maricica Țăran · Anișoara Sorohan · Ioana Badea · Sofia Corban · Ecaterina Oancia (c)                                                                                       | Statele Unite ale Americii (USA) · Anne Marden · Lisa Rohde · Joan Lind · Ginny Gilder · Kelly Rickon (c)                                                                            | Danemarca (DEN) · Hanne Eriksen · Birgitte Hanel · Charlotte Koefoed · Bodil Rasmussen · Jette Sørensen (c)                                                                                         |
| Dublu rame detalii             | Rodica Arba Elena Horvat (ROM) | Elizabeth Craig Tricia Smith (CAN) | Ellen Becker Iris Völkner (FRG) |
| Patru rame cu cârmaci detalii  | România (ROM) · Florica Lavric · Maria Fricioiu · Chira Apostol · Olga Bularda · Viorica Ioja (c)                                                                                           | Canada (CAN) · Marilyn Brain · Angela Schneider · Barbara Armbrust · Jane Tregunno · Lesley Thompson (c)                                                                             | Australia (AUS) · Robyn Grey-Gardner · Karen Brancourt · Susan Chapman · Margot Foster · Susan Lee (c)                                                                                              |
| Opt rame cu cârmaci detalii    | Statele Unite ale Americii (USA) · Kristen Thorsness · Kristine Norelius · Shyril O'Steen · Carie Graves · Kathy Keeler · Harriet Metcalf · Carol Bower · Jeanne Flanagan · Betsy Beard (c) | România (ROM) · Mărioara Trașcă · Lucia Sauca · Doina Șnep-Bălan · Aneta Mihaly · Aurora Pleșca · Camelia Diaconescu · Mihaela Armășescu · Adriana Bazon-Chelariu · Viorica Ioja (c) | Olanda (NED) · Wiljon Vaandrager · Marieke van Drogenbroek · Harriet van Ettekoven · Catharina Neelissen · Anne Quist · Nicolette Hellemans · Greet Hellemans · Lynda Cornet · Martha Laurijsen (c) |

## Clasament pe medalii
| Loc   | Țară                       | Aur | Argint | Bronz | Total |
| ----- | -------------------------- | --- | ------ | ----- | ----- |
| 1     | România                    | 6   | 2      | –     | 8     |
| 2     | Statele Unite ale Americii | 2   | 5      | 1     | 8     |
| 3     | Canada                     | 1   | 2      | 3     | 6     |
| 4     | Germania de Vest           | 1   | 1      | 1     | 3     |
| 5     | Noua Zeelandă              | 1   | –      | 1     | 2     |
| 6     | Finlanda                   | 1   | –      | –     | 1     |
| 6     | Marea Britanie             | 1   | –      | –     | 1     |
| 6     | Italia                     | 1   | –      | –     | 1     |
| 9     | Australia                  | –   | 1      | 2     | 3     |
| 10    | Belgia                     | –   | 1      | 1     | 2     |
| 10    | Olanda                     | –   | 1      | 1     | 2     |
| 12    | Spania                     | –   | 1      | –     | 1     |
| 13    | Danemarca                  | –   | –      | 2     | 2     |
| 14    | Iugoslavia                 | –   | –      | 1     | 1     |
| 14    | Norvegia                   | –   | –      | 1     | 1     |
| Total | Total                      | 14  | 14     | 14    | 42    |